# Серёгово (Коми)
Серёгово (коми Серег-Ыб) — село в Княжпогостском районе Республики Коми. Административный центр Серёговского сельского поселения.
Село расположено на правом берегу реки Выми (приток Вычегды) в 38 км от районного центра Емва, в 35 км от станции Княжпогост Северной железной дороги, в 100 км от Сыктывкара.
Климат холодный: среднегодовая температура ниже 0 °C, самый холодный месяц январь — температура −16 °C, самый тёплый июль — около +17 °C.
Вблизи села расположено месторождение каменной соли.

## История
Село Серёгово впервые упоминается в письменных источниках в 1582 году в связи с солепромышленником Афанасием Строгановым.
В начале XVII века солепромышленник продал свой промысел крестьянам Княжпогостской волости братьям Ивану и Севастьяну Опариным и оставил за собой только долю в собственности.
В середине XVII века Соловецкий монастырь получил во владение деревню Удор около Серёговского соляного промысла. Для основания промысла соли руководство монастыря направило в Серёгово троих полномочных представителей. Вместе с ними прибыли 170 человек, включая 50 стрельцов. Между Соловецким монастырем и купцом Филатьевым (в 1678 году открыл небольшой промысел соли), с одной стороны, и местным солеваром Панкратьевым, с другой стороны, началась «война», описанная в челобитной второй стороны так: «… из луков стреляли и бердышами рубили, и рогатинами кололи и человека его Ивашка Якимова застрелили до смерти, четырёх человек ранили и рабочих 5 дворов сожгли». Панкратьев в Москве сумел возбудить судебное дело против конкурентов, добился смены яренского воеводы (покровителя Филатьева), нанял и отправил в Серёгово 20 «своих» устюжских стрельцов. После этого промысел Филатьева пришёл в упадок, а Соловецкий монастырь отказался от своих притязаний на добычу соли. В честь этой победы в «войне» владельца завода Панкратьева со стрельцами Соловецкого монастыря и людьми Филатьева в 1684 году был поставлен крест на берегу реки.
Расцвет соляного промысла в селе пришёлся на конец XVII века. Добыча увеличилась с 2178 тонн в 1674 году до 5078 тонн в 1698 году. Серёговский солеваренный промысел стал одним из крупнейших в Российской империи наряду с промыслом на озере Эльтон. Соль вывозилась для сбыта по реке в Вологду.
В 1768 году в Серёгове купцами Рыбниковыми был построен каменный двухэтажный храм Успения Божией Матери с колокольней и четырьмя престолами.
В начале XX века Серёгово превратилось в крупный центр соледобычи. Здесь были построены церковь с часовней, земская и церковно-приходская школы, гимназия для девочек и большая библиотека.
В 1990 годах на солеваренном заводе добывали 5—6 тысяч тонн соли в год. В 2001 году Серёговский солеваренный завод прекратил добычу, а в 2004-м — был ликвидирован.
Местные жители издавна знали о целебных свойствах местных рассолов. Жители окрестных деревень вывозили рассол в бочках себе домой и использовали его в лечебных целях. В 1915 году состоялась первая попытка организовать в Серёгове курорт, но этому помешала Первая мировая война. В 1929 году был построен спальный корпус и водолечебница бальнеологического курорта. В 1960—1970-х годах на курорте отдыхали по 200—225 человек за смену.
В районе села археологами обнаружено поселение раннего медно-бронзового века (первая половина II тысячелетия до н. э.).
В селе пять улиц: Коммунистическая, Космортова, Октябрьская, Первомайская, Советская и Северный переулок.

## Население
| 2010 |
| ---- |
| 483  |

## Санаторий «Серёгово»
В 1929 году в селе был образован санаторий.
С 1986 года строится новый санаторный комплекс, рассчитанный на 250 мест отдыхающих и около 400 рабочих мест.